# Rudolf Kohoutek

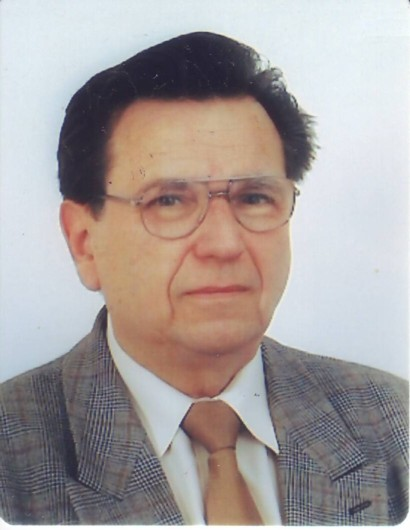
Rudolf Kohoutek v roce 2008

Rudolf Kohoutek (* 14. ledna 1940, Brno) je český pedagogický psycholog a vysokoškolský učitel Masarykovy univerzity v Brně.

## Biografie
Vystudoval v letech 1957–1962 odbornou psychologii na Filozofické fakultě Masarykovy univerzity v Brně, poté téměř čtvrt století pracoval v psychologickém poradenství a v pedagogické i klinické psychologii. Začínal pracovat jako klinický psycholog v Psychiatrické ambulanci pro děti a mladistvé KÚNZ v Hradci Králové a poté jako pedagogický psycholog Dětského domova třídicího pro Jihočeský kraj ve Vodňanech. Odtud přešel v roce 1964 do Brna, kde byl odborným psychologem i ředitelem (1975–1987) Pedagogicko-psychologické poradny města Brna, která vznikla roku 1957 jako první dětské poradensko-psychologické a klinicko-psychologické pracoviště rezortu školství v České republice. Problematiku psychologického poradenství externě vyučoval na Filozofické a Pedagogické fakultě Masarykovy univerzity. Zabýval se také výzkumnými projekty v oblasti pedagogicko-psychologického poradenství pro děti a mládež, a to zejména ve spolupráci se slovenskými psychologickými pracovišti (pod vedením doc. PhDr. Josefa Košča, CSc.) Jako spoluautor celostátní československé učebnice Poradenská psychológia byl v roce 1987 vyznamenán Cenou SPN Bratislava za původní dílo v oblasti odborné a metodické literatury. Zabýval se rovněž profesiografií a metodikami psychologického poradenství při výběru povolání. Od roku 1990 do roku 2003 působil jako docent psychologie a vedoucí Ústavu společenských věd FAST Vysokého učení technického v Brně. Od roku 2004 pracuje jako profesor pedagogické psychologie na Katedře psychologie pedagogické fakulty Masarykovy univerzity v Brně. Je členem vědecké rady Pedagogické fakulty Masarykovy univerzity a je předsedou redakční rady časopisu Diagnostika a terapie poruch komunikace.

## Vědecko výzkumná činnost
Vybrané výzkumné aktivity na kterých se Rudolf Kohoutek podílel jako řešitel, spoluřešitel nebo člen výzkumného týmu:
- 2005-2010 Výzkumný záměr MSM 002 1622421: Škola a zdraví pro 21. století'', zkoumaný Pedagogickou fakultou Masarykovy univerzity. Člen výzkumného týmu.* [4]
- 2005-2007 Obsahová dimenze kurikula základní školy. GAČR č. 406/05/0246.
- 2000-2001 Moderní vývoj a teorie urbanismu. FRVŠ Praha 0114.
- 1999-2000 Systémový přístup k výuce urbanismu. FRVŠ Praha č. 1173.
- 1997-1999 Vysokoškolské poradenství /Phare/Contract No ETF/97/VET/0070, Praha, Modul č.11.
- 1996-1998 Motivační a osobnostní rozvoj studia na VUT v Brně. Fakulta stavební VUT Brno.
- 1994 Humanizace studia architektů,urbanistů a stavebních inženýrů.VÚ 1-0673-Fond rozvoje VŠ ,Praha.
- 1986-1990 Teoretické a metodologické základy praxe biodromálního poradenství. HU RŠ -V-06, Bratislava.
- 1981- 1985 Pedagogická komunikace. Katedra pedagogiky VUT v Brně. Výzkum VIII-6-714.
- 1976-1980 Výchova ve vzdělávání a profesijní vývoj mládeže z aspektů úloh a funkcí psychologické poradenské péče. HÚ RŠ - 7 MŠ ČR a SR Bratislava.
- 1973-1973 Zodpovědný řešitel výzkumného úkolu E-III-7-4/4 Posuzování psychické způsobilosti pro řídící funkce v obchodě na Výzkumném ústavu obchodu v Praze.

## Dílo